# Мяконьки (Кировская область)
Мяконьки — деревня в Слободском районе Кировской области в составе Шестаковского сельского поселения.

## География
Находится в северной части района на расстоянии примерно 7 км по прямой на запад-юго-запад от села Лекма.

## История
Известна с 1873 года, когда здесь (починок Устюжанинский или Мякинки) было учтено дворов 39 и жителей 164, в 1905 20 и 119, в 1926 22 и 101, в 1950 18 и 67, в 1989 оставалось 48 постоянных жителей . 

## Население
Постоянное население  составляло 49 человек (русские 98%) в 2002 году, 23 в 2010.